# Molophilus nigropolitus
Molophilus nigropolitus är en tvåvingeart som beskrevs av Alexander 1935. Molophilus nigropolitus ingår i släktet Molophilus och familjen småharkrankar. Inga underarter finns listade i Catalogue of Life.